# Porssäckmal
Porssäckmal (Coleophora cornutella) är en fjärilsart som beskrevs av Gottlieb August Herrich-Schäffer 1861. Porssäckmal ingår i släktet Coleophora, och familjen säckmalar, Coleophoridae. Arten är reproducerande i Sverige. Inga underarter finns listade i Catalogue of Life.